# تفرا

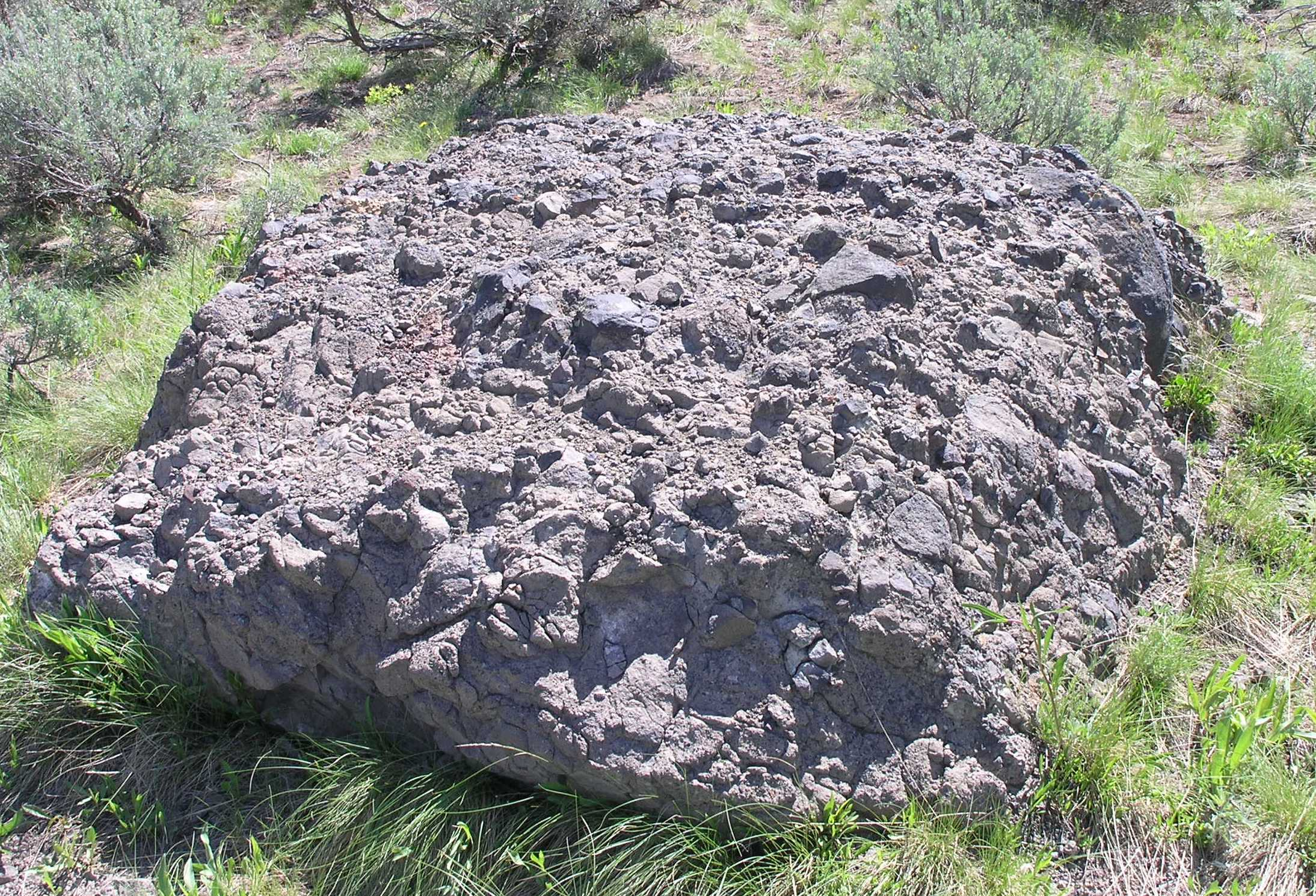

التِفرا أو التِّفرة في الجيولوجيا (باللاتينية:  Tephra) هي كل ناشئة عن النشاط البركاني، بصرف عن تركيبها الكيميائي، أو حجم حبيباتها أو طريقة رسوبها، وكلمة تفرة مأخوذة عن اللغة اليونانية : τέφρα بمعنى «رماد» . وتتكون التفرة عادة من ريوليت حيث معظم صهارة النشاط البركاني ذات لزوجة عالية وتحتوي على نسب كبيرة من فلدسبار أو صهارة غنية بالسيليكا (ثاني أكسيد السيليكون).
والتفرة أحجار بركانية رسوبية، وتتميز باحتوائها على الصخور النارية بنسبة أكثر من 75%، والباقي 25% من الأحجار الرسوبية . فهي خليط من الأحجار المتكسرة . إذا تماسكت التفرة تكوّن الصخر البركاني الفتاتي عندما تكون نسبة الصخر الناري بها أكثر من 75 %. وهي تشكل بجانب الحمم البركانية معظم نواتج النشاط البركاني.

## اقرأ أيضا
- صخر نابط
- انفجار بركاني
- انبثاق بركاني
- بركان طبقي
- بركان درعي
- بركان تصدعي
- صهارة
- لوافظ آيسلندا
- ريوليت
- صخر ناري
- طفة بركانية